# Кольфеличе
Кольфеличе (итал. Colfelice) — коммуна в Италии, располагается в регионе Лацио, подчиняется административному центру Фрозиноне.
Население составляет 1853 человека, плотность населения составляет 132 чел./км². Занимает площадь 14,21 км². Почтовый индекс — 03030. Телефонный код — 0776.
Покровителем населённого пункта считается San Gaetano di Thiene. Праздник ежегодно празднуется 7 августа.